# زمو-آچابتی
زمو-آچابتی (به لاتین: Zemo-Achabeti) یک منطقهٔ مسکونی در گرجستان است.